# Abraxas albovarleyata
Abraxas albovarleyata är en fjärilsart som beskrevs av Porritt 1917. Abraxas albovarleyata ingår i släktet Abraxas och familjen mätare. Inga underarter finns listade i Catalogue of Life.